# 乔丹·罗德斯
佐丹·魯克·羅迪斯（英語：Jordan Luke Rhodes，1990年2月5日—）是一名在英格蘭出生的蘇格蘭職業足球員，司職前鋒，現效力於英冠球會哈特斯菲。

## 生平

### 球會
布力般流浪
2012年8月31日，英冠布力般流浪以破球會紀錄800萬英鎊簽入剛升上英冠的哈德斯菲爾德首席前鋒兼蘇格蘭國腳羅迪斯並簽署五年合約。

## 榮譽
賓福特
- 英格蘭足球乙級聯賽冠軍：2008/09年；

## 外部連結
- 足球数据库：佐丹·羅迪斯的球员统计数据